# Das Stacheltier: Fridericus Rex – Elfter Teil
Das Stacheltier: Fridericus Rex – Elfter Teil ist ein in Schwarzweiß gedrehter deutscher satirischer Kurz-Spielfilm der Reihe Das Stacheltier aus dem DEFA-Studio für Spielfilme von Frank Beyer aus dem Jahr 1957.

## Handlung
Zwei UFA-Mitarbeiter fahren gemeinsam mit Ministerialdirektor Schimmelpfennig mit dem Auto von West-Berlin nach Potsdam in das Schloss Sanssouci, um den dort spukenden Friedrich II. zur Mitarbeit an einem neuen Film über sich zu überreden. In der Tageszeitung Die Welt wurde bereits darüber geschrieben, dass bei der Gründungsversammlung der neuen UFA, deren Direktor unter dem Motto: „Der alte Geist lebt“ darauf hinwies, dass mit dem Monumentalfilm Fridericus Rex – Elfter Teil ein erster Beitrag zur ideologischen Aufrüstung der Freien Welt geleistet wird.
Friedrich II, der keine Lust mehr hatte in Potsdam zu spuken, da das gewöhnliche Volk sich auf seinem Grund und Boden verlustierte, kam dieses Angebot gerade Recht und er siedelte mit Schimmel und Leibhusar zu den Dreharbeiten nach Westberlin über. Natürlich fiel es ihm nicht schwer, sich auf dem Schimmel im Schlachtgetümmel filmen zu lassen. Doch als der Regisseur, nach Beratung durch den Bundeswehrgeneral Speichel von ihm verlangte, statt des Ausrufs „Hunde, wollt ihr ewig leben“ den Wortlaut „Bundesbürger, vorwärts zur Verteidigung der freien Welt“ zu deklamieren, verlangte er seine Bezahlung in Dollar.

## Produktion
Der Schwarzweißfilm Das Stacheltier: Fridericus Rex – Elfter Teil lief ab dem 26. August 1957 als Vorfilm in den Kinos der DDR. Für die Herstellung der Doppelfolge 106/107 war die Produktionsgruppe Stacheltier in den DEFA-Studios verantwortlich, das Szenarium stammt von Kaus Schlehufer.